# 김용갑 (1919년)
김용갑(金容甲, 1919년 1월 6일 ~ 2007년 12월 18일)은 대한민국 대학 교수 출신 행정가이며 정치인이다. 본관은 광산(光山), 호(號)는 산남(山南)·선회(仙淮)이다.

## 주요 경력
- 前 서울대학교 상과대학 상학과 교수(1948년 2월 ~ 1955년 2월)
- 前 고려대학교 경제학과 초빙교수
- 前 연세대학교 경제학과 초빙교수
- 前 한양대학교 경제학과 초빙교수
- 前 홍익대학교 경제학과 석좌교수
- 前 명지대학교 경제학과 석좌교수
- 前 인하대학교 경제학과 석좌교수